# Psychoda dubia
Psychoda dubia är en tvåvingeart som först beskrevs av Jacques-Marie-Frangile Bigot 1888.  Psychoda dubia ingår i släktet Psychoda och familjen fjärilsmyggor. Inga underarter finns listade i Catalogue of Life.